# روبرت هيل
روبرت هيل (بالإنجليزية: Robert Hill)‏ (و. 1946 – م) هو دبلوماسي، من أستراليا، ولد في أديليد.

## مناصب
تولى منصب جامعة أديليد، وعضو مجلس الشيوخ الأسترالي.

## التعليم
تعلم في كلية لندن للاقتصاد.

## جوائز
حصل على جوائز منها:
- ميدالية الذكرى المئوية
- وسام أستراليا.